# Уорлдвайд-Плаза 1
Уорлдвайд-Плаза, 1 (англ. One Worldwide Plaza), построенное в 1989 году — небоскрёб в Нью-Йорке, в котором находятся как жилые, так и офисные помещения.
Квартал Уорлдвайд-Плаза находится в Манхеттене, Нью-Йорк. Он состоит из трёх зданий.
Уорлдвайд Плаза, 1 — это коммерческое здание на 8-й авеню. Уорлдвайд Плаза, 2 (англ. Two Worldwide Plaza) — это жилое здание к западу от центрального блока, и Уорлдвайд-Плаза, 3 (англ. Three Worldwide Plaza) — это невысокое жилое здание с магазинами на первом этаже, выходящими на 9-ю авеню, с западной стороны здания. Комплекс занимает почти целый квартал, ограниченный 8-й авеню, 9-й авеню, 49-й улицей и 50-й улицей.
Расположенная на западной стороне 8-й авеню Уорлдвайд-Плаза, 1 была построена на участке Мэдисон Сквер Гарден. Под ним находится станция метро «55-я улица».
Спроектированный Дэвидом Чайлдсом из компании «Скидмор, Оуингс и Меррилл» («Skidmore, Owings & Merrill»), комплекс был разработан Вильямом Зекендорфом Младшим.
Здание Уорлдвайд Плаза, 1 появилось в документальном фильме на канале 4 и в книге «Небоскреб: создание здания» Карла Саббага.
Уорлдвайд-Плаза, 1 — это 49 этажное офисное здание, занимающее площадь в 1,5 миллиона кв. футов (139 355 м²) и имеющее в высоту 778 футов (237 м). здание имеет три отдельных входа для удобства различных арендаторов помещений, среди которых Крават, Свейн и Мур (Cravath, Swaine & Moore) и международное рекламное агентство Огилви и Мазер (Ogilvy & Mather). Фундамент здания составляют гранит и бетон. Фасад здания сделан из кирпича. Крыша здания сделана из меди, на ней находится стеклянная пирамида, известная как «Бриллиант Давида», архитектора Дэвида Чайлдса.
Небольшая открытая площадь отделяет Уан Уорлдвайд Плаза от жилых зданий Ту Уорлдвайд Плаза и Три Уорлдвайд Плаза. Эта площадь — дополнительное место, предусмотренное Городским Департаментом Планирования. Создание и содержание этой площади дало возможность пристроить дополнительные этажи зданию. На площади находятся 40 деревьев и многочисленные растения, а также кафе. Открытые места для сидения доступны круглый год. В центре площади находится фонтан, созданный Сиднеем Саймоном, и названный «Четыре сезона». Четыре женских фигуры находятся на шаре, каждая представляет отдельный сезон.
Также здесь находится театральная площадка, которая сейчас занята пятью бродвейскими театрами, известными как Нью-Уорлд-Стейдж (New World Stages). Также на входе располагаются киоски, один из которых расположен на 49-й улице, а второй — на 50-й.